# Alexander Pfänder
Alexander Pfänder (Iserlohn, 7 febbraio 1870 – Monaco di Baviera, 18 marzo 1941) è stato un filosofo tedesco, fenomenologo del circolo di Monaco, studente di Theodor Lipps e successivamente professore a Monaco.

## Biografia

### Gli studi e le prime opere
Pfänder dapprima studiò ingegneria, ma fu poi attirato dalla filosofia tramite Lipps, con cui ottenne il dottorato nel 1897. L'interesse di Pfänder si concentrò inizialmente sulla psicologia, ma, in disaccordo con le correnti prevalenti del tempo, fu subito attirato dalla fenomenologia di Edmund Husserl e del suo anti-psicologismo. La sua prima opera "Phänomenologie des Wollens" ("Fenomenologia della Volizione", 1900), con cui ottiene l'abilitazione all'insegnamento universitario, caratterizza la fenomenologia come una "psicologia pura", senza riferimenti all'ambito fisico o fisiologico, e di carattere descrittivo piuttosto che esplicativo. Questo era già molto vicino al progetto Husserliano di una fenomenologia, al tempo (1900-1901) ancora definita come "psicologia descrittiva", in armonia col suo maestro Franz Brentano.

### Il rapporto con Husserl
Pfänder incontrò Husserl personalmente per la prima volta a Monaco nel 1904. Husserl fu talmente impressionato da Pfänder, in particolare dalla sua Einführung in die Psychologie ("Introduzione nella Psicologia"), da invitarlo a trascorrere le vacanze estive assieme a Seefeld (Tirolo) nel 1905.
Intorno al 1910 Husserl iniziò a progettare una revisione completa delle sue "Ricerche Logiche" che avevano ispirato il gruppo di Monaco. Questa revisione della sua posizione filosofica culmina nella pubblicazione delle Ideen ("Idee") nel 1913. Pfänder e molti altri fenomenologi della prima ora presero però una posizione piuttosto critica verso le nuove teorie di Husserl e nacque di fatto la corrente della fenomenologia di Monaco, in quanto Pfänder e i suoi colleghi e amici Adolf Reinach, Johannes Daubert ed altri scelsero di rimanere più vicini alla prima edizione delle "Ricerche Logiche" di Husserl. Anziché seguire Husserl nella fenomenologia trascendentale, il gruppo di Monaco rimase una corrente realista.
Per ironia della sorte, le disputate "Idee" di Husserl furono pubblicate nel primo volume della nuova rivista di fenomenologia, il famoso Jahrbuch für Philosophie und phänomenologische Forschung ("Annuario per la filosofia e le ricerche fenomenologiche"), fondato nel 1912 proprio dai fenomenologi Monacensi Pfänder, Reinach, Daubert e Moritz Geiger con Husserl come redattore principale. Pfänder diventerà poi il redattore capo negli anni 1920 - 1927.

### Studenti
Nel 1908 Pfänder diventa professore straordinario a Monaco. Tra i suoi studenti più importanti troviamo Gerda Walther, Wolfgang Trillhaas, Hedwig Conrad-Martius e Herbert Spiegelberg, ma anche l'amico Reinach seguì alcune lezioni e seminari con lui. Pfänder ebbe anche una certa influenza su Edith Stein. Tra l'altro anche Stanisław Leśniewski seguì un corso di Logica nel 1909/10 con Pfänder.

## Opere
- Phänomenologie des Wollens ("Fenomenologia della Volizione"), 1900
- Einführung in die Psychologie ("Introduzione nella Psicologia"), 1904
- Zur Psychologie der Gesinnungen, in Jahrbuch für Philosophie und phänomenologische Forschung, Halle: Max Niemeyer, Vol. I (1913) e Vol. III (1916).
- Logik in Jahrbuch für Philosophie und phänomenologische Forschung Vol. IV. Halle: Max Niemeyer 1921 (traduzione inglese: Logic, 2009).
- Die Seele des Menschen ("L'anima dell'uomo"), 1933

Postumo:
- Pfänder-Studien ed. Spiegelberg & Avé-Lallemant, Phaenomenologica 84, Den Haag: Nijhoff, 1982

### Edizioni
- Münchener Philosophische Abhandlungen: Festschrift für Theodor Lipps, ed. Alexander Pfänder, Leipzig: Barth, 1911